# Мавзолей Артыка
Мавзолей Артыка (каз. Артық тамы) — архитектурный памятник Казахстана. Образец культово-погребального зодчества западных казахских кочевых и полу-кочевых племён. В конце XIX века над старой могилой родового предка мавзолей построил казахский мастер Дильмагамбет Есембетулы. Памятник находится в урочище на краю песков Сам, на границе Атырауской и Актюбинской областей, в 7 километрах от древнего городища Көп там («Много жилищ»).
Ряд архитектурных и декоративных приёмов, применённых в строении, объединяет мавзолей Артыка с памятниками погребально-культовой архитектуры домонгольского периода, — к примеру, с построенным ещё в XII веке мавзолеем Айша-биби, — что позволяет говорить о многовековых традициях в искусстве казахских зодчих, о существовании устойчивых эстетических канонов, формирующих национальный монументальный стиль. Наибольший интерес представляет глиптический декоративный орнамент внутри и снаружи строения, умело использованный как ритмический и зонирующий элемент в архитектурных деталях мавзолея.

## Описание
Как и многие другие подобные сооружения в регионе, мавзолей сложен из белого ракушечника. Имеет четырёхугольную форму с выступами. Высота купола 6,24 м. Купол сложен из обтёсанных камней; камни стен уложены в два ряда — горизонтально и вертикально. Орнаментальная резьба парапетов, поясов, арок и ниш повторяется с каждой стороны, образуя непрерывные ленты с правильным чередованием двух комбинаций, состоящих из геометрического (ромб), зооморфного (туйетабан — так называемый «верблюжий след») и растительного (стилизованные листья) узоров.
Изнутри портал также украшен резьбой из сочетания тех же трёх видов, только «верблюжий след» заменён на «бараний рог» (кошкармуйиз). Вход в мавзолей отмечен большим резным узорным «цветком». Национальный орнамент, использованный в декоре, имеет устойчивый символический смысл. Так, узор «верблюжий след» (туйетабан) традиционно украшает предметы быта, необходимые в странствовании, и означает пожелание счастливого пути, а «бараний рог» (кошкармуйиз) связан с пожеланиями довольства и достатка. В сочетании с другими традиционными узорами стены мавзолея, таким образом, украшены зашифрованными пожеланиями загробного мира и райской участи душе покойного Артыка.
В 1947 году мавзолей в урочище Сам подробно исследовал и описал видный казахский архитектор Т. К. Басенов, — в ходе подготовки диссертации по архитектурному орнаменту Казахстана. Скорее всего, благодаря именно ему известно имя мастера, строившего мавзолей. С тех пор мавзолей признан культурным достоянием и памятником архитектуры Атырауской области. В местной прессе в 1975 году о нём писали:
Пытаюсь представить себе могильник Копшеит без мавзолея Артык. Невозможно. Потому что именно в нём, как в зеркале, нашли своё отражение не только бездонное небо и скупые здешние краски, но и всё самое лучшее, самое талантливое и самобытное, что отдельными штрихами и крупицами щедро рассыпано в окружающих его неприметных…